# Liste des villes et agglomérations les plus peuplées

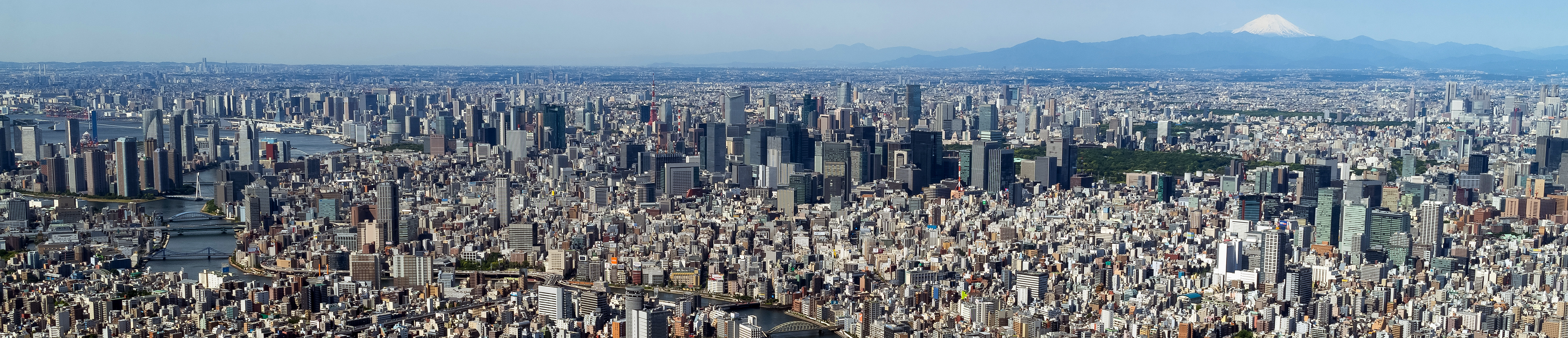
Vue panoramique d'une partie de l'agglomération la plus peuplée au monde, celle de Tokyo.

La liste des villes et agglomérations les plus peuplées recense les plus importantes concentrations humaines, selon une classification homogène établie par l'ONU. On doit en effet distinguer, au-delà des définitions nationales, les villes au sens administratif du terme, leurs zones urbaines et enfin leurs aires urbaines.

## Définitions

### Ville administrative
Une ville peut être définie par ses limites administratives, également connues sous le nom de « ville administrative » (City proper en anglais). L'UNICEF définit la ville administrative comme « la population vivant à l'intérieur des limites administratives d'une ville ou contrôlée directement depuis la ville par une autorité unique ». Une ville administrative est ainsi une localité définie par des frontières juridiques ou politiques et un statut urbain reconnu sur le plan administratif, qui se caractérise généralement par une certaine forme d'administration locale,,. Les limites et les données relatives à la population des villes administratives peuvent ne pas inclure les banlieues.
En raison de cette définition, le chiffre de la population de la ville administrative peut être très différent de celui de la population de l'aire urbaine, car de nombreuses villes sont des amalgames de municipalités plus petites (Australie) et, inversement, de nombreuses villes chinoises influencent des territoires qui s'étendent bien au-delà de l'aire urbaine centrale dans des zones suburbaines et rurales. La municipalité chinoise de Chongqing, qui est la plus grande ville administrative du monde en termes de population, comprend une immense zone administrative de 82 403 km2, soit à peu près la taille de l'Autriche. Cependant, plus de 70 % de ses 30 millions d'habitants sont en fait des travailleurs agricoles vivant en milieu rural,.

### Zone urbaine
Une ville peut être définie comme une zone urbaine conditionnellement contiguë, sans tenir compte des limites territoriales ou autres à l'intérieur d'une zone urbaine. L'UNICEF définit la zone urbaine comme suit :

« La définition du terme « urbain » varie d'un pays à l'autre et, en raison de reclassements périodiques, peut également varier au sein d'un même pays au fil du temps, ce qui rend les comparaisons directes difficiles. Une zone urbaine peut être définie par un ou plusieurs des critères suivants : critères administratifs ou frontières politiques (par exemple, zone relevant de la juridiction d'une municipalité ou d'un comité municipal), seuil de population (le minimum pour un établissement urbain est généralement de l'ordre de 2 000 personnes, bien que ce seuil varie globalement entre 200 et 50 000), densité de population, fonction économique (par exemple, lorsqu'une majorité significative de la population n'est pas principalement engagée dans l'agriculture, ou lorsqu'il y a un excédent d'emplois) ou présence de caractéristiques urbaines (par exemple, rues pavées, éclairage électrique, système d'égouts). »

Selon Wendell Cox, une zone urbaine est une masse foncière construite de manière continue qui se trouve à l'intérieur d'un marché du travail (zone métropolitaine ou région métropolitaine) et qui ne contient pas de terres rurales.

### Aire urbaine
Une ville peut être définie à partir de ses effectifs démographiques, mais aussi comme une zone métropolitaine ou encore comme un bassin d'emploi. L'UNICEF définit l'aire métropolitaine comme suit :

« Une zone officielle de gouvernement local comprenant l'ensemble de l'aire urbaine et ses principales zones de navettage, généralement formée autour d'une ville à forte concentration de population (c'est-à-dire une population d'au moins 100 000 habitants). Outre la ville proprement dite, une aire métropolitaine comprend à la fois le territoire environnant avec des niveaux urbains de densité résidentielle et certaines zones supplémentaires à plus faible densité qui sont adjacentes et reliées à la ville (par exemple, par des transports fréquents, des liaisons routières ou des facilités de navettage). »

Dans de nombreux pays, les aires métropolitaines sont créées soit par une organisation officielle, soit uniquement à des fins statistiques. Aux États-Unis, la zone statistique métropolitaine (MSA) est définie par l'Office of Management and Budget (OMB). Aux Philippines, les zones métropolitaines sont administrées par une agence officielle, telle que la Metropolitan Manila Development Authority (MMDA), qui gère la zone métropolitaine de Manille. Des agences similaires existent en Indonésie, telle que la Jabodetabekjur Development Cooperation Agency pour l'aire métropolitaine de Jakarta.

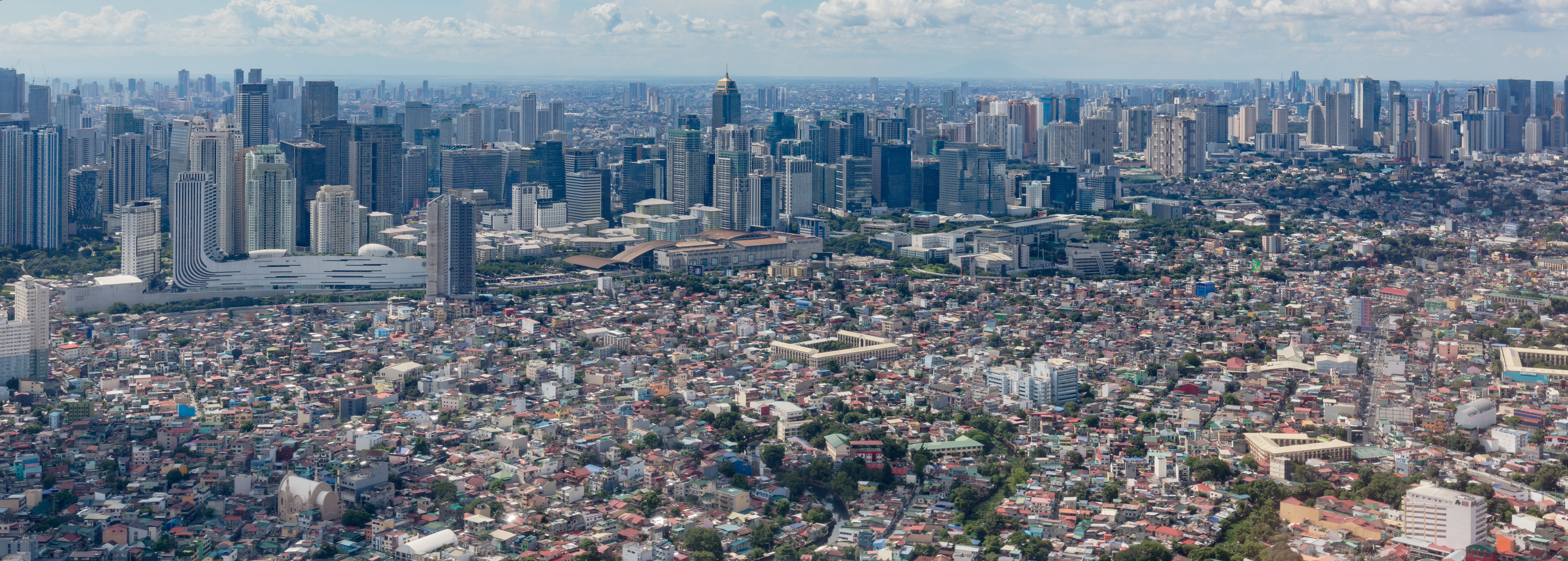
Panorama des gratte-ciels de Bonifacio Global City, un des quartiers d'affaires de l'aire urbaine de Manille, la plus dense au monde.

## Liste
Selon une étude menée par l'ONU, il y a, en 2018, 81 villes dans le monde comptant plus de 5 millions d'habitants. Les chiffres combinent les villes administratives, leurs zones urbaines et leurs aires urbaines. Étant données les grandes variations de la notion administrative de ville, ce tableau précise aussi le statut national de la ville.
En 2022, plus de 1 milliard de personnes (~13% de la population mondiale) habitaient dans les zones urbaines des 100 plus grandes agglomérations.
| Agglomération     | Pays                             | Population selon l'ONU (2018) | Ville                                     | Ville       | Ville       |                 | Zone urbaine  | Zone urbaine | Aire urbaine                      | Aire urbaine |
| Agglomération     | Pays                             | Population selon l'ONU (2018) | Statut administratif                      | Population  | Surface km2 | Densité par km² | Population    | Surface km2  | Population                        | Surface km2  |
| ----------------- | -------------------------------- | ----------------------------- | ----------------------------------------- | ----------- | ----------- | --------------- | ------------- | ------------ | --------------------------------- | ------------ |
| Tokyo             | Japon                            | 37 468 000                    | Préfecture métropolitaine                 | 13 515 271  | 2 191       | 6 169           | 37 732 000    | 8 231        | 37 274 000                        | 13 452       |
| Delhi             | Inde                             | 28 514 000                    | Corporation municipale                    | 16 753 235  | 1 484       | 11 289          | 32 226 000    | 2 344        | 29 000 000                        | 3 483        |
| Shanghai          | Chine                            | 24 870 895                    | Municipalité                              | 24 870 895, | 6 341       | 3 922           | 24 073 000    | 4 333        | NC                                | NC           |
| São Paulo         | Brésil                           | 21 650 000                    | Municipalité                              | 12 252 023  | 1 521       | 8 055           | 23 086 000    | 3 649        | 21 734 682                        | 7 947        |
| Mexico            | Mexique                          | 21 581 000                    | District fédéral                          | 9 209 944   | 1 485       | 6 202           | 21 804 000    | 2 530        | 21 804 515                        | 7 866        |
| Le Caire          | Égypte                           | 20 076 000                    | Gouvernorat                               | 10 044 894  | 3 085       | 3 256           | 20 296 000    | 2 010        | NC                                | NC           |
| Mumbai            | Inde                             | 19 980 000                    | Corporation municipale                    | 12 478 447  | 603         | 20 694          | 24 973 000    | 976          | 24 400 000                        | 4 355        |
| Pékin             | Chine                            | 19 618 000                    | Municipalité                              | 21 893 095, | 16 411,     | 1 334           | 18 522 000    | 4 284        | NC                                | NC           |
| Dacca             | Bangladesh                       | 19 578 000                    | Capitale                                  | 10 295 407, | 338,        | 30 460          | 18 627 000    | 619          | 14 543 124                        | NC           |
| Osaka             | Japon                            | 19 281 000                    | Ville désignée                            | 2 725 006   | 225         | 12 111          | 15 126 000    | 3 020        | 19 303 000                        | 13 228       |
| New York-Newark   | États-Unis                       | 18 819 000                    | Cité                                      | 8 804 190   | 778         | 11 316          | 21 509 000    | 12 093       | MSA : 19 557 311 CSA : 23 143 097 | 12 093       |
| Karachi           | Pakistan                         | 15 400 000                    | Corporation métropolitaine (en)           | 20 382 881, | 3 530,      | 5 774           | 15 738 000    | 1 124        | 20 382 000,                       | 3 780,       |
| Buenos Aires      | Argentine                        | 14 967 000                    | Ville autonome                            | 3 054 300   | 203         | 15 046          | 16 710 000    | 3 437        | 12 806 866                        | NC           |
| Chongqing         | Chine                            | 14 838 000                    | Municipalité                              | 32 054 159, | 82 403,     | 389             | 12 135 000    | 1 580        | NC                                | NC           |
| Istanbul          | Turquie                          | 14 751 000                    | Métropole                                 | 15 519 267  | 5 196       | 2 987           | 14 441 000    | 1 471        | NC                                | NC           |
| Calcutta          | Inde                             | 15 333 000                    | Corporation municipale                    | 4 496 694   | 206         | 21 829          | 21 747 000    | 1 352        | 15 333 000                        | 1 887        |
| Manille           | Philippines                      | 13 482 000                    | Capitale                                  | 1 780 148   | 43          | 41 399          | 24 922 000    | 1 911        | 12 877 253                        | 620          |
| Lagos             | Nigeria                          | 13 463 000                    | Aire urbaine                              | NC          | NC          | NC              | 16 637 000    | 1 966        | 21 000 000                        | 1 171        |
| Rio de Janeiro    | Brésil                           | 13 293 000                    | Municipalité                              | 6 520 000   | 1 221       | 5 340           | 12 592 000    | 2 020        | 12 644 321                        | 5 327        |
| Tianjin           | Chine                            | 13 215 000                    | Municipalité                              | 13 866 009, | 11 920,     | 1 163           | 10 368 000    | 2 813        | NC                                | NC           |
| Kinshasa          | République démocratique du Congo | 13 171 000                    | Ville-province                            | 14 565 700  | 9 965       | 1 462           | 12 836 000    | 474          | NC                                | NC           |
| Canton            | Chine                            | 12 638 000                    | Ville-préfecture (ville sous-provinciale) | 18 676 605  | 7 434       | 2 512           | 26 940 000    | 4 535        | NC                                | NC           |
| Los Angeles       | États-Unis                       | 12 458 000                    | Ville                                     | 3 990 456   | 1 214       | 3 287           | 15 204 000    | 6 351        | MSA : 13 291 486 CSA : 18 372 485 | 12 559       |
| Moscou            | Russie                           | 12 410 000                    | Ville fédérale                            | 13 200 000, | 2 511,      | 5 257           | 17 332 000    | 6 154        | 20 004 462                        | NC           |
| Shenzhen          | Chine                            | 11 908 000                    | Ville-préfecture (ville sous-provinciale) | 17 494 398  | 2 050       | 8 534           | 17 619 000    | 1 803        | NC                                | NC           |
| Lahore            | Pakistan                         | 11 738 000                    | Corporation métropolitaine (en)           | 13 004 135  | 1 772       | 7 339           | 12 306 000    | 945          | NC                                | NC           |
| Bangalore         | Inde                             | 11 440 000                    | Corporation municipale                    | 8 443 675   | 709         | 11 909          | 15 386 000    | 1 401        | NC                                | NC           |
| Paris             | France                           | 10 901 000                    | Commune                                   | 2 148 271   | 105         | 20 460          | 11 060 000    | 2 853        | 12 244 807                        | 18 940,7     |
| Bogota            | Colombie                         | 10 574 000                    | District de capitale (en)                 | 7 963 000   | 1 587       | 5 018           | 10 085 000    | 562          | 12 545 272                        | 5 934        |
| Jakarta           | Indonésie                        | 10 517 000                    | Région spéciale                           | 10 154 134  | 664         | 15 292          | 33 756 000    | 3 546        | 33 430 285                        | 7 063        |
| Madras            | Inde                             | 10 456 000                    | Corporation municipale                    | 6 727 000   | 426         | 15 791          | 12 395 000    | 1 085        | 11 564 000                        | 2 280        |
| Lima              | Pérou                            | 10 391 000                    | Province                                  | 8 894 000   | 2 672       | 3 329           | 10 320 000    | 891          | 9 569 468                         | 2 819        |
| Bangkok           | Thaïlande                        | 10 156 000                    | Zone administrative spéciale              | 8 305 218   | 1 569       | 5 293           | 18 007 000    | 3 199        | 16 255 900                        | 7 762        |
| Séoul             | Corée du Sud                     | 9 963 000                     | Ville spéciale                            | 10 013 781  | 605         | 16 552          | 23 016 000    | 2 769        | 25 514 000                        | 11 704       |
| Nagoya            | Japon                            | 9 507 000                     | Ville désignée                            | 2 320 361   | 326         | 7 118           | 9 197 000     | 3 704        | 9 363 000                         | 7 271        |
| Hyderabad         | Inde                             | 9 482 000                     | Corporation municipale                    | 6 993 262,  | 650,        | 10 759          | 10 494 000    | 1 404        | NC                                | NC           |
| Londres           | Royaume-Uni                      | 9 046 000                     | Collectivité territoriale                 | 8 825 001   | 1 572       | 5 614           | 11 262 000    | 1 738        | 14 372 596                        | 8 382        |
| Téhéran           | Iran                             | 8 896 000                     | Capitale                                  | 9 033 003,  | 751,        | 12 028          | 14 148 000    | 1 704        | NC                                | NC           |
| Chicago           | États-Unis                       | 8 864 000                     | Ville                                     | 2 746 388   | 589         | 4 663           | 9 057 000     | 7 006        | MSA : 9 618 502 CSA : 9 806 184   | 18 640       |
| Chengdu           | Chine                            | 8 813 000                     | Ville-préfecture (ville sous-provinciale) | 20 937 757  | 12 055      | 1 737           | 20 937 757    | 1 935        | NC                                | NC           |
| Nankin            | Chine                            | 8 245 000                     | Ville-préfecture (ville sous-provinciale) | 9 314 685   | 6 582       | 1 415           | 8 422 000     | 1 614        | NC                                | NC           |
| Wuhan             | Chine                            | 8 176 000                     | Ville-préfecture (ville sous-provinciale) | 12 447 718  | 8 494       | 1 465           | 12 447 718    | 1 722        | NC                                | NC           |
| Hô Chi Minh-Ville | Vietnam                          | 8 145 000                     | Province spéciale                         | 7 431 000   | 2 061       | 3 606           | 15 136 000    | 2 165        | NC                                | NC           |
| Luanda            | Angola                           | 7 774 000                     | Ville-province (en)                       | 2 165 867   | 116         | 18 612          | 9 051 000     | 1 005        | NC                                | NC           |
| Ahmedabad         | Inde                             | 7 681 000                     | Corporation municipale                    | 5 570 585   | 464         | 11 996          | 8 009 000     | 404          | 6 300 000                         | NC           |
| Kuala Lumpur      | Malaisie                         | 7 564 000                     | Capitale                                  | 1 768 000   | 243         | 7 264           | 8 911 000     | 2 163        | 7 200 000                         | 2 793        |
| Xi'an             | Chine                            | 7 444 000                     | Ville-préfecture (ville sous-provinciale) | 12 183 280  | 10 135      | 1 202           | 12 328 000    | 1 826        | NC                                | NC           |
| Hong Kong         | Chine                            | 7 429 000                     | Région administrative spéciale            | 7 298 600,  | 1 104,      | 6 611           | 7 450 000     | 290          | NC                                | NC           |
| Dongguan          | Chine                            | 7 360 000                     | Ville-préfecture                          | 10 466 625  | 2 465       | 4 246           | 10 646 000    | 1 759        | NC                                | NC           |
| Hangzhou          | Chine                            | 7 236 000                     | Ville-préfecture (ville sous-provinciale) | 11 936 010  | 16 596      | 719             | 9 523 000     | 1 344        | NC                                | NC           |
| Foshan            | Chine                            | 7 236 000                     | Ville-préfecture                          | 9 498 863   | 3 848       | 2 469           | 2 468         | NC           | NC                                | NC           |
| Shenyang          | Chine                            | 6 921 000                     | Ville-préfecture (ville sous-provinciale) | 8 294 000   | 12 980      | 639             | 7 964 000     | 1 551        | NC                                | NC           |
| Riyad             | Arabie saoudite                  | 6 907 000                     | Municipalité                              | 6 694 000   | 1 913       | 3 498           | 7 237 000     | 1 673        | NC                                | NC           |
| Bagdad            | Irak                             | 6 812 000                     | Cité                                      | 8 126 755   | 5 200       | 1 563           | 6 183 000     | 694          | NC                                | NC           |
| Santiago          | Chili                            | 6 680 000                     | commune                                   | 236 453     | 22          | 10 537          | 7 171 000     | 1 147        | 7 112 808                         | 15 403       |
| Surat             | Inde                             | 6 564 000                     | Corporation municipale                    | 4 466 826   | 327         | 13 641          | 6 538 000     | 238          | NC                                | NC           |
| Madrid            | Espagne                          | 6 497 000                     | Commune                                   | 3 266 126   | 606         | 5 386           | 6 211 000     | 1 365        | 6 641 649                         | NC           |
| Suzhou            | Chine                            | 6 339 000                     | Ville-préfecture                          | 12 748 262  | 8 488,42    | 1 502           | 6 031 000     | 1 386        | NC                                | NC           |
| Pune              | Inde                             | 7 184 000                     | Corporation municipale                    | 3 124 458   | 276         | 11 301          | 8 231 000     | 650          | 7 276 000                         | 7 256        |
| Harbin            | Chine                            | 6 115 000                     | Ville-préfecture (ville sous-provinciale) | 10 635 971  | 53 068      | 200             | 3 830 000     | 671          | NC                                | NC           |
| Houston           | États-Unis                       | 6 115 000                     | Ville                                     | 2 325 502   | 1 553       | 1 497           | 6 500 000     | 4 931        | 6 997 384                         | 21 395       |
| Dallas            | États-Unis                       | 6 099 000                     | Ville                                     | 1 345 047   | 882         | 1 525           | 6 950 000     | 5 278        | 7 470 158                         | 22 463       |
| Toronto           | Canada                           | 6 082 000                     | Municipalité                              | 2 731 571,  | 630,        | 4 335           | 6 771 000     | 2 344        | 5 928 040                         | 5 906        |
| Dar es Salam      | Tanzanie                         | 6 048 000                     | Ville                                     | 5 383 728   | 1 393       | 3 863           | 7 962 000     | 961          | NC                                | NC           |
| Miami             | États-Unis                       | 6 036 000                     | Ville                                     | 470 914     | 92,9        | 5 069           | 6 058 000     | 3 313        | 6 158 824                         | 15 890       |
| Belo Horizonte    | Brésil                           | 5 972 000                     | Ville                                     | 2 502 557   | 330,9       | 7 563           | 5 328 000     | 1 287        | 5 156 217                         | 9 459,1      |
| Singapour         | Singapour                        | 5 792 000                     | Pays                                      | 5 638 700   | 725,7       | 7 770           | 5 983 000     | 523          | NC                                | NC           |
| Philadelphie      | États-Unis                       | 5 695 000                     | Ville-comté consolidée                    | 1 526 006   | 369,59      | 4 129           | 5 799 000     | 5 429        | MSA : 6 096 120 CSA : 7 381 187   | NC           |
| Atlanta           | États-Unis                       | 5 572 000                     | Ville                                     | 498 715     | 354,22      | 1 408           | 5 478 000     | 7 400        | 5 949 951                         | 21 690       |
| Fukuoka           | Japon                            | 5 551 000                     | Ville désignée                            | 1 588 924   | 343,39      | 4 627           | 2 286 000     | 505          | NC                                | NC           |
| Khartoum          | Soudan                           | 5 534 000                     | NC                                        | 1 410 858   | NC          | NC              | 7 869 000     | 1 031        | NC                                | NC           |
| Barcelone         | Espagne                          | 5 494 000                     | Commune                                   | 1 620 343   | 101,4       | 15 979          | 4 800 000     | 1 072        | 5 474 482                         | NC           |
| Johannesbourg     | Afrique du Sud                   | 5 486 000                     | Municipalité métropolitaine               | 4 803 262   | 1 643       | 2 923           | 14 586 000    | 4 040        | NC                                | NC           |
| Saint-Pétersbourg | Russie                           | 5 383 000                     | Ville fédérale                            | 5 601 911   | 1 400       | 4 000           | 5 445 000     | 1 510        | NC                                | NC           |
| Qingdao           | Chine                            | 5 381 000                     | Ville-préfecture (ville sous-provinciale) | 10 071 722  | 11 229      | 897             | 6 229 000     | 1 759        | NC                                | NC           |
| Dalian            | Chine                            | 5 300 000                     | Ville-préfecture (ville sous-provinciale) | 7 450 785   | 13 742      | 542             | 4 135 000     | 1 044        | NC                                | NC           |
| Washington        | États-Unis                       | 5 207 000                     | District fédéral                          | 702 455     | 177         | 3 969           | 7 631 000     | 5 501        | 6 304 975                         | 15 628       |
| Rangoun           | Birmanie                         | 5 157 000                     | Ville                                     | 4 728 524   | NC          | NC              | 6 874 000     | 666          | NC                                | NC           |
| Alexandrie        | Égypte                           | 5 086 000                     | Gouvernorat                               | 5 546 663   | 2 300       | 2 411           | 4 712 000     | 293          | NC                                | NC           |
| Jinan             | Chine                            | 5 052 000                     | Ville-préfecture (ville sous-provinciale) | 9 202 432,  | 10 244,     | 898             | 4 017 000     | 932          | NC                                | NC           |
| Guadalajara       | Mexique                          | 5 023 000                     | Municipalité                              | 1 385 621   | 151         | 9 176           | 5 525 000     | 816          | 5 286 642                         | 3 560        |
| Total             |                                  | 854 880 895                   |                                           |             |             |                 | 1 006 879 475 |              |                                   |              |